# Satellite of Love
„Satellite of Love“ je sedmá skladba z druhého sólového alba Lou Reeda Transformer z roku 1972. Skladba vyšla v roce 1973 i jako singl s písní „Vicious“ na B-straně. Skladbu předělali například U2, The Bravery, The Ukulele Orchestra of Great Britain a Morrissey.